# Ondansetron
Ondansetron, được bán trên thị trường dưới thương mại là Zofran, là một loại thuốc được sử dụng để ngăn ngừa buồn nôn và nôn do hóa trị ung thư, xạ trị hoặc phẫu thuật. Thuốc này cũng hữu ích điều trị viêm dạ dày-ruột. Chúng có ít tác dụng với trường hợp nôn do say tàu xe. Thuốc này có thể được đưa vào cơ thể qua đường miệng, hoặc tiêm vào cơ bắp hoặc vào tĩnh mạch.
Các tác dụng phụ thường gặp bao gồm tiêu chảy, táo bón, nhức đầu, buồn ngủ và ngứa. Tác dụng phụ nghiêm trọng bao gồm kéo dài thời gian QT (liên quan đến nhịp tim) và phản ứng dị ứng nghiêm trọng. Chúng dường như an toàn trong thai kỳ nhưng nhóm đối tượng này vẫn chưa được nghiên cứu kỹ. Đây là một chất đối kháng thụ thể serotonin 5-HT3. Chúng không có bất kỳ tác dụng nào đối với thụ thể dopamine hoặc thụ thể muscarinic.
Ondansetron lần đầu tiên được sử dụng y tế vào năm 1990. Nó nằm trong danh sách các loại thuốc thiết yếu của Tổ chức Y tế Thế giới, tức là nhóm các loại thuốc hiệu quả và an toàn nhất cần thiết trong một hệ thống y tế. Chúng có sẵn dưới dạng thuốc gốc. Chi phí bán buôn của dạng tiêm ở các nước đang phát triển là khoảng US $ 0,10 đến US $ 0,76 cho mỗi liều. Tại Hoa Kỳ, chi phí khoảng 1,37 đô la Mỹ cho viên.